# 德鲁日尼诺
德鲁日尼诺（羅馬化：Druzhinino）是俄罗斯斯维尔德洛夫斯克州的市级镇，属该州下谢尔吉区管辖。地处斯维尔德洛夫斯克州西南部，位于伏尔加河流域丘索瓦亚河一支流乌特卡河（Утка）畔，在区行政中心下谢尔吉东北、州府叶卡捷琳堡西方。
镇内设有同名铁路车站。连接叶卡捷琳堡与彼尔姆的R242公路从该镇北侧不远处经过。
该地2022年人口有3,507人；2010年人口3,793；2002年人口2,945；1989年人口3,954。